# 坪内良博
坪内 良博（つぼうち よしひろ、1938年 - ）は、日本の社会学者。京都大学名誉教授。

## 来歴・人物
京都府出身。京都大学文学部卒業後、同大学院学研究科博士課程修了。京都大学東南アジア研究センター助手、助教授を経て、1982年に同教授。1993年に「矢野事件」で辞職した矢野暢の後任として同所長を務める。1998年に京都大学大学院アジア・アフリカ地域研究研究科へ移籍し、研究科長を務めた。2001年より甲南女子大学文学部教授を経て、2004年に同部長となる。2005年4月より同学長となり、6年間務めた。2016年11月、瑞宝中綬章を受章。

## 主な著作
- 『東南アジア人口民族誌』（勁草書房）
- 『マレー農村の20年』（京都大学学術出版会）
- 『小人口世界の人口誌』（京都大学学術出版会）
- 『東南アジア多民族社会の形成』（京都大学学術出版会）
- 『バンコク 1883年 水の都から陸の都市へ』（京都大学学術出版会）